# 가미나카정 (도쿠시마현)
가미나카정(上那賀町)은 도쿠시마현에 존재했던 정이며 나카군에 속했다. 도쿠시마현 중서부에 위치해 있었다.
2005년 3월 2일 나카군의 3정 2촌이 합병해 현재는 나카정의 일부에 해당한다.

## 역사
- 1956년 9월 30일 - 가미나카군 미야하마촌, 히라야촌을 합병해 가미나카정이 성립하였다.
- 1956년 1월 1일 - 가미나카군 가미기도촌 오이자 기이카와를 편입해 정제도를 시행하여 가미나카정이 성립하였다.
- 2005년 3월 1일- 나카군 아이오이정, 와자키정, 기사와촌, 기토촌과 합병해 가미나카정이 소멸하였고, 나카정이 신설되었다.

## 행정

### 역대정장
- 와다 쥰지(和田淳二) (1980년 - 1984년)
- 와다 쥰지(和田淳二) (1984년 - 1988년)
- 와다 쥰지(和田淳二) (1988년 - 1992년)
- 와다 쥰지(和田淳二) (1992년 - 1996년)
- 와다 쥰지(和田淳二) (1996년 - 2000년 11월 1일)
- 와다 쥰지(和田淳二) (2002년 11월 2일 - 2002년 5월 5일)
- 노무라 에이지(野村英史) (2002년 5월 27일 - 2005년 2월 28일)

## 교통

### 철도
- 없음

### 항로
- 없음

### 도로

#### 지방도로
- 없음

#### 일반도로
- 국도 제193호선
- 국도 제195호선